# جبل مشرقي (إب)

تعديل مصدري - تعديل

جبل مشرقي هي إحدى قرى عزلة بني محرم بمديرية إب التابعة لمحافظة إب، بلغ تعداد سكانها 1002 نسمة حسب تعداد اليمن لعام 2004.